# 埃帕涅-埃帕涅特
埃帕涅-埃帕涅特（法語：Épagne-Épagnette，法語發音：[epaɲ epaɲɛt]）是法国上法蘭西大區索姆省的一个市镇，属于阿布维尔区。该市镇于1827年由原市镇埃帕涅（Épagne）和埃帕涅特（Épagnette）合并而成。

## 地理
埃帕涅-埃帕涅特（50°4'20"N, 1°52'20"E）面积6.56 平方千米，位于法国上法蘭西大區索姆省，该省份为法国北部沿海省份，北起加来海峡省和北部省，西接滨海塞纳省和大西洋英吉利海峡，南至瓦兹省，东临埃纳省。
与埃帕涅-埃帕涅特接壤的市镇（或旧市镇、城区）包括：马勒伊-科贝尔、阿布维尔、贝朗库尔、索姆河畔欧库尔、沃谢勒莱凯努瓦。
埃帕涅-埃帕涅特的时区为UTC+01:00、UTC+02:00（夏令时）。

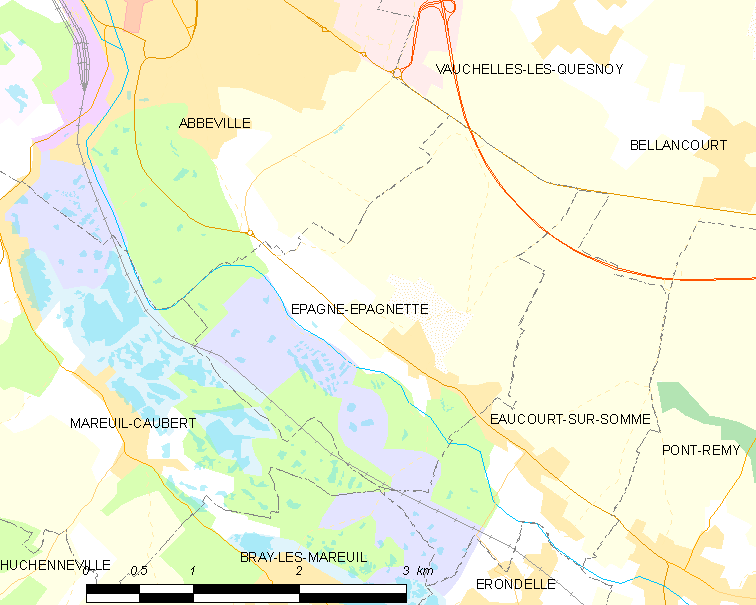
埃帕涅-埃帕涅特的OSM定位图

## 行政
埃帕涅-埃帕涅特的邮政编码为80580，INSEE市镇编码为80268。

## 政治
埃帕涅-埃帕涅特所属的省级选区为阿布维尔第二县。

## 人口

1962-2008年间埃帕涅-埃帕涅特人口变化图示

埃帕涅-埃帕涅特于2022年1月1日时的人口数量为515人。